# István Jankovich
István (Stefan) Lajos János Jankovich (ur. 17 października 1889 w Budapeszcie, zm. 21 lutego 1974 tamże) – słowacki lekkoatleta reprezentujący Węgry, specjalizujący się w biegach sprinterskich.
Jankovich reprezentował Królestwo Węgier podczas V Letnich Igrzyskach Olimpijskich w 1912 roku w Sztokholmie, gdzie wystartował w dwóch konkurencjach. W biegu na 100 metrów z nieznanym czasem zajął w swoim biegu eliminacyjnym drugie miejsce, co pozwoliło mu zakwalifikować się do fazy półfinałowej. Tam także z nieznanym czasem zajął czwarte miejsce w swoim biegu i odpadł z dalszej rywalizacji. W sztafecie stumetrowców Jankovich biegł na czwartej zmianie. Ekipa węgierska dotarła do fazy półfinałowej.
Reprezentował barwy budapesztańskiego klubu MAC.

## Rekordy życiowe
- bieg na 100 metrów – 10,8 (1912)